# Şorbaçı (Hacıqabul)
Şorbaçı è un comune dell'Azerbaigian situato nel distretto di Hacıqabul. Conta una popolazione di 1.440 abitanti.